# はじめてのかくめい!
「はじめてのかくめい!」は、DIALOGUE+の楽曲で、1枚目のシングルである。作詞・作曲は田淵智也（UNISON SQUARE GARDEN）、編曲は田中秀和（MONACA）が担当している。2019年10月23日にポニーキャニオンから発売された。

## 概要
新人女性声優ユニット「DIALOGUE+」のデビューシングルである。『超人高校生たちは異世界でも余裕で生き抜くようです!』オープニングテーマとして使用された。「ダイアローグ+インビテーション!」は、自己紹介ソングとなっておりメンバー全員の自己紹介パートがある。

## 収録曲
| #         | タイトル                                         | 作詞・作曲                       | 編曲               | 時間  |
| --------- | ------------------------------------------------ | -------------------------------- | ------------------ | ----- |
| 1.        | 「はじめてのかくめい!」                          | 田淵智也（UNISON SQUARE GARDEN） | 田中秀和（MONACA） | 3:52  |
| 2.        | 「ダイアローグ+インビテーション!」               | ZAQ                              | 堀江晶太           | 4:29  |
| 3.        | 「はじめてのかくめい!」(TVサイズ)                |                                  |                    | 1:33  |
| 4.        | 「はじめてのかくめい!」(Instrumental)            |                                  |                    | 3:52  |
| 5.        | 「ダイアローグ+インビテーション!」(Instrumental) |                                  |                    | 4:29  |
| 合計時間: | 合計時間:                                        | 合計時間:                        | 合計時間:          | 18:15 |

## 楽曲クレジット
はじめてのかくめい!
- サウンドディレクション・プログラミング：田中秀和（MONACA）
- ギター：堀崎翔
- ベース・ボーカルディレクション：田淵智也
- ドラム：山内"masshoi"優
- ピアノ：伊賀拓郎
- プロダクションコーディネート：みすみゆり（MONACA）
- レコーディングエンジニア：白井康裕、黒田かおり
- ミキシングエンジニア：白井康裕
- レコーディング・ミキシングスタオ：PONY CANYON渋谷Studio、サウンド・シティ

ダイアローグ+インビテーション!
- サウンドディレクション・ギター・ベース・プログラミング：堀江晶太
- サウンドプロデュース：田淵智也（UNISON SQUARE GARDEN）
- ドラム：ゆーまお
- ボーカルディレクション：ZAQ、田淵智也
- レコーディングエンジニア：藤浪潤一郎、小林寛将
- ミキシングエンジニア：藤浪潤一郎
- レコーディング・ミキシングスタジオ：PONY CANYON渋谷Studio、PONY CANYON代々木Studio